# Гісвіль
Гісвіль (нім. Giswil) — громада  в Швейцарії в кантоні Обвальден.

## Географія
Громада розташована на відстані близько 60 км на схід від Берна, 9 км на південний захід від Зарнена.
Гісвіль має площу 85,9 км², з яких на 2,6% дозволяється будівництво (житлове та будівництво доріг), 35,4% використовуються в сільськогосподарських цілях, 53,3% зайнято лісами, 8,7% не є продуктивними (річки, льодовики або гори).

## Демографія
2019 року в громаді мешкало 3657 осіб (+1,2% порівняно з 2010 роком), іноземців було 11,3%. Густота населення становила 43 осіб/км².
За віковим діапазоном населення розподілялося таким чином: 20,3% — особи молодші 20 років, 62,1% — особи у віці 20—64 років, 17,6% — особи у віці 65 років та старші. Було 1519 помешкань (у середньому 2,4 особи в помешканні).
Із загальної кількості 1373 працюючих 288 було зайнятих в первинному секторі, 408 — в обробній промисловості, 677 — в галузі послуг.